# Grentzingen
Grentzingen is een plaats en voormalige gemeente in het Franse departement Haut-Rhin in de regio Grand Est en telt 559 inwoners (2005).
Op 1 januari 2016 fuseerden de gemeenten Grentzingen, Henflingen en Overdorf tot de huidige gemeente Illtal. Deze gemeente maakt deel uit van het arrondissement Altkirch.

## Geografie
De oppervlakte van Grentzingen bedraagt 5,2 km², de bevolkingsdichtheid is 107,5 inwoners per km².
De onderstaande kaart toont de ligging van Grentzingen met de belangrijkste infrastructuur en aangrenzende gemeenten.

## Demografie
Onderstaande figuur toont het verloop van het inwonertal (bron: INSEE-tellingen).